# الانتخابات الزنجبارية العامة (يونيو 1961)
أجريت الانتخابات العامة في زنجبار بتاريخ 1 يونيو 1961 لشغل مقاعد المجلس النيابي [الإنجليزية] وذلك بعد الانتخابات غير الحاسمة التي أجريت في يناير. وقد أضيفت دائرة انتخابية في جزيرة بمبا على أمل أن يكسر هذا من الجمود الدستوري. وقد نال كلا من حزب الأفروشيرازي وحزب زنجبار الوطني على 10 مقاعد، بالرغم من أن الحزب الشيرازي نال 50% من الأصوات ونال الوطني 35%. واستحوذ حزب شعب زنجبار وبمبا على المقاعد الثلاث الباقية. وقد تحالف الحزب الوطني مع حزب شعب زنجبار وبمبا (ZPPP) فنال التحالف 13 مقعد، مما مكنهما من تشكيل حكومة ائتلافية.
كان عدد الذين صوتوا في تلك الانتخابات 90,595 من إجمالي المسجلين وعددهم 95,000 ناخبا، مما رفع من نسبة التصويت إلى 96.15%.

## النتائج
| الحزب                | الأصوات | %    | المقاعد |
| -------------------- | ------- | ---- | ------- |
| حزب الأفروشيرازي     |         | 49.9 | 10      |
| حزب زنجبار الوطني    |         | 35   | 10      |
| حزب شعب زنجبار وبمبا |         | 13.7 | 3       |
| آخرون                |         | 1.4  | 0       |
| إجمالي               | 90,595  | 100  | 23      |
| Source: EISA         |         |      |         |